# Tournoi de tennis de Frinton
Le tournoi de Frinton, également connu comme Essex Championships, est un tournoi de tennis féminin organisé à Frinton-on-Sea dans le comté d'Essex au Royaume-Uni.

## Palmarès dames

### Simple
| No | Date       | Nom et lieu du tournoi              | Catégorie | Dotation | Surface      | Vainqueure           | Finaliste        | Score         |         |
| -- | ---------- | ----------------------------------- | --------- | -------- | ------------ | -------------------- | ---------------- | ------------- | ------- |
| 1  | 14-07-1969 | Essex Championships, Frinton-on-Sea |           | NC       | Gazon (ext.) | Margaret Smith Court | Pat Walkden      | 6-2, 4-6, 6-4 | Tableau |
| 2  | 13-07-1970 | Essex Championships, Frinton-On-Sea |           | NC       | Gazon (ext.) | Margaret Smith Court | Ann Haydon-Jones | 2-6, 7-5, 6-2 | Tableau |

### Double
| No | Date       | Nom et lieu du tournoi             | Catégorie | Dotation | Surface      | Vainqueures                          | Finalistes                           | Score    |         |
| -- | ---------- | ---------------------------------- | --------- | -------- | ------------ | ------------------------------------ | ------------------------------------ | -------- | ------- |
| 1  | 14-07-1969 | Essex Championships Frinton-on-Sea |           | NC       | Gazon (ext.) | Margaret Smith Court Robin Blakelock | Brenda Kirk Wendy Tomlinson          | 6-3, 6-1 | Tableau |
| 2  | 13-07-1970 | Essex Championships Frinton-On-Sea |           | NC       | Gazon (ext.) | Nell Truman Winnie Shaw              | Margaret Smith Court Robin Blakelock | 6-4, 6-4 | Tableau |

### Double mixte
| No | Date       | Nom et lieu du tournoi             | Catégorie | Dotation | Surface      | Vainqueures                  | Finalistes                 | Score   |         |
| -- | ---------- | ---------------------------------- | --------- | -------- | ------------ | ---------------------------- | -------------------------- | ------- | ------- |
| 1  | 13-07-1970 | Essex Championships Frinton-on-Sea |           | NC       | Gazon (ext.) | Ann Haydon-Jones Hank Irvine | Winnie Shaw John Alexander | default | Tableau |